# Fútbol Club Barcelona (atletismo)
La sección de atletismo del Fútbol Club Barcelona se creó oficialmente en 1915 aunque existía actividad atlética desde 1900. La sección de atletismo del Barça ha sido la única vinculada al mundo del fútbol que se ha mantenido en un primer plano a lo largo de la historia. El equipo de atletismo del F. C. Barcelona ha sido considerado siempre uno de los mejores de España como atestiguan los numerosos títulos conseguidos, tanto en competiciones nacionales como internacionales. La sección de atletismo cuenta con las instalaciones de la Ciutat Esportiva Joan Gamper en San Juan Despí y el estadio Serrahima de Barcelona.

## Historia
Es la sección más antigua del club tras el fútbol, con más de 100 años de historia en los que ha mantenido su filosofía de formación de atletas y la promoción de este deporte con el apoyo a grandes figuras consolidadas. Entre 1918 y 1920 hubo suspensión de actividades por discrepancias entre los atletas y la directiva. La primera gran figura de la sección fue Pere Prat. Tras unos años de decadencia, después de la Guerra Civil, el Marqués de la Mesa de Asta le dio un nuevo impulso. Durante los años 60 el presidente Enric Llaudet impuso una fase de austeridad, pero entre 1975 y 1986 vivió su época dorada con un claro dominio del atletismo español. A partir de ese año el presupuesto se redujo drásticamente, ya que no podían competir los clubes patrocinados por marcas comerciales. Actualmente es una sección amateur y básicamente formativa. El equipo femenino comenzó a competir a mediados de década de los sesenta.

## Atletas
Con la camiseta blaugrana han competido diversos atletas que han destacado en las competiciones atléticas como, por ejemplo, Gregorio Rojo, Tomás Barris, Antonio Amorós, Ángel Mur, Antonio Corgos, Javier Moracho, José Manuel Abascal, Colomán Trabado, Carlos Sala, Javier García Chico, Reyes Estévez, Juan Carlos Higuero, Rosa María Morató, María Vasco, Carles Castillejo, Nelson Évora, Yulimar Rojas, Jordan Díaz entre otros.
El equipo masculino de la sección de atletismo ha contado históricamente con algunos de los mejores atletas de España, como los medallistas olímpicos José Manuel Abascal, Javier García Chico y Jordan Díaz, y campeones de España como Antonio Corgos, Javier Moracho, Colomán Trabado o Gregorio Rojo que después siguió haciendo su labor como entrenador en esta sección y llegó a ser considerado uno de los mejores entrenadores de atletismo de España.
También han formado parte del equipo femenino las atletas internacionales españolas Montse Mas, especialista en 800 metros lisos, Rosa María Morató, campeona de Europa de campo a través en el año 2005, la marchadora María Vasco, que antes de ser atleta del club había obtenido la medalla de bronce en los Juegos Olímpicos de Sídney 2000, y la marchadora Raquel González Campos. 
La atleta femenina más destacada de la sección es la atleta venezolana Yulimar Rojas, que consiguió la medalla de oro en los Juegos Olímpicos de Tokio con un triple salto de 15,67 metros (récord mundial), y se convirtió en la primera campeona olímpica de la sección atlética del club azulgrana y la primera deportista del club que ha sido campeona olímpica. Además, la atleta azulgrana consiguió la medalla de oro en triple salto en los campeonatos mundiales de atletismo al aire libre de  Londres 2017, de  Doha 2019, de Eugene 2022, y de Budapest 2023 y en los campeonatos mundiales de atletismo en pista cubierta de Birmingham 2018, y de Belgrado 2022. En 2020 fue elegida la mejor atleta femenina del año por World Athletics.

## Palmarés

### Equipo masculino

#### Torneos nacionales de clubes
- Liga (Campeonato de España de clubes al aire libre) (15): 1958, 1963, 1964, 1965, 1970, 1973, 1974, 1975, 1978, 1981, 1982, 1983, 1984, 1985, 1986 (Récord)
- Campeonato de España de clubes en pista cubierta (19): 1982, 1983, 1984, 1985, 1986, 1991, 1992, 2005, 2007, 2008, 2010, 2011, 2014, 2015, 2017, 2018, 2019, 2021, 2022[5] (Récord)
  - Campeonato de España de clubes sub-20 en pista cubierta (1): 2007
- Campeonato de España de clubes campo a través/cross (largo) (3): 1966, 1981, 1982
- Campeonato de España de clubes campo a través/cross (corto) (5): 2007, 2012, 2014, 2016, 2018
  - Campeonato de España de clubes campo a través/cross sub-20 (3): 1966, 1997, 2007
  - Campeonato de España de clubes campo a través/cross sub-18 (1): 2005
  - Campeonato de España de clubes campo a través/cross sub-16 (2): 2006, 2021

#### Torneos regionales de clubes
- Campeonato de Cataluña de clubes (69): 1944, 1945, 1946, 1947, 1951, 1953, 1954, 1955, 1956, 1957, 1958, 1959, 1960, 1961, 1964, 1966, 1967, 1968, 1969, 1970, 1971, 1972, 1973, 1974, 1976, 1977, 1978, 1979, 1980, 1981, 1982, 1983, 1984, 1985, 1986, 1987, 1988, 1989, 1990, 1991, 1992, 1993, 1994, 1995, 1996, 1998, 1999, 2000, 2002, 2003, 2004, 2005, 2006, 2007, 2008, 2009, 2010, 2011, 2012 (a partir de este año se modificó el sistema de competición con la participación y puntuación conjunta de los equipos masculino y femenino), 2013, 2014, 2015, 2016, 2017, 2018, 2019, 2021, 2022, 2023.
- Campeonato de Cataluña de clubes en pista cubierta (21): 1996, 1997, 1998, 2000, 2004, 2005, 2006, 2007, 2008, 2009, 2010, 2011, 2012, 2013, 2014, 2015, 2016, 2017, 2018, 2019, 2020, 2023.
- Campeonato de Cataluña campo a través/cross (largo) (41): 1917, 1923, 1928, 1931, 1940, 1941, 1943, 1944, 1947, 1960, 1961, 1962, 1963, 1964, 1966, 1971, 1973, 1975, 1976, 1977, 1978, 1979, 1980, 1981, 1983, 1984, 1985, 1986, 1992, 2001, 2002, 2003, 2004, 2005, 2006, 2007, 2008, 2009, 2010, 2011, 2012.
- Campeonato de Cataluña campo a través/cross (corto) (4): 2003, 2004, 2007, 2012

### Equipo femenino

#### Torneos nacionales de clubes
- Campeonato de España de Clubes/Liga Ibredrola femenina de atletismo (1): 2021[6]
- Campeonato de España de clubes en pista cubierta (1): 2017
  - Campeonato de España de clubes sub-20 en pista cubierta (4): 1992, 2011, 2013, 2014
- Campeonato de España de clubes campo a través/cross (largo) (6): 2005, 2009, 2010, 2011, 2019, 2021[7]
- Campeonato de España de clubes campo a través/cross (corto) (2): 2016, 2017
  - Campeonato de España de clubes campo a través/cross sub-18 (2): 2011, 2012

#### Torneos regionales de clubes
- Campeonato de Cataluña de clubes (32): 1966, 1968, 1970, 1972, 1973, 1992, 1993, 1994, 1995, 1996, 1997, 2000, 2001, 2002, 2003, 2005, 2006, 2007, 2008, 2009, 2010, 2011, 2012 (a partir de este año se modificó el sistema de competición con la participación y puntuación conjunta de los equipos masculino y femenino), 2013, 2014, 2015, 2016, 2017, 2018, 2019, 2021, 2022.
- Campeonato de Cataluña de clubs (pista cubierta) (19): 1996, 1998, 2004, 2005, 2007, 2008, 2009, 2010, 2011, 2012, 2013, 2014, 2015, 2016, 2017, 2018, 2021, 2023.
- Campeonato de Cataluña de campo a través/cross (largo) (11): 1968, 1969, 1972, 2002, 2003, 2004, 2005, 2008, 2009, 2010, 2011.
- Campeonato de Cataluña de campo a través/cross (corto) (3): 2003, 2004, 2004.

## Ganadores de medallas en competiciones atléticas internacionales
A continuación se enumeran los atletas del club que han conseguido medallas en las competiciones atléticas internacionales.

### Juegos Olímpicos
- Los Ángeles 1984: José Manuel Abascal bronce en los 1.500 metros lisos
- Tokio 2020: Yulimar Rojas oro en triple salto[9]
- París 2024: Jordan Díaz oro en triple salto

### Campeonato Mundial de Atletismo
- Londres 2017: Yulimar Rojas oro en triple salto
- Doha 2019: Yulimar Rojas oro en triple salto
- Eugene 2022: Yulimar Rojas oro en triple salto
- Budapest 2023: Yulimar Rojas oro en triple salto

### Campeonato Mundial de Atletismo en Pista Cubierta
- París 1985: Colomán Trabado oro en los 800 metros, Javier Moracho plata en 60 metros valla
- Birmingham 2018: Yulimar Rojas oro en triple salto
- Belgrado 2022: Yulimar Rojas oro en triple salto, Manuel Guijarro plata en 4 × 400 metros

### Cross de las Naciones (precedente a)Campeonato Mundial de Campo a Través.
- Dublín 1964: Francisco Aritmendi oro en campo a través

### Campeonato Mundial de Campo a Través
- Liptovský Mikulás 2010: Ibrahim Azzouz plata en campo a través

### Campeonato Europeo de Campo a Través
- Tilburg 2018: Artur Bossy Anguera oro en campo a través relevo mixto

### Campeonato Europeo de Atletismo
- Atenas 1982: Antonio Corgos plata en salto de longitud, José Manuel Abascal bronce en los 1.500 metros lisos
- Stuttgart 1986: Carlos Sala bronce en 110 metros vallas
- Ámsterdam 2016: Ilias Fifa oro en 5.000 metros lisos
- Múnich 2022: Raquel González Campos plata en  marcha atlética 35 km
- Roma 2024: Jordan Díaz oro en triple salto

### Campeonato Europeo de Atletismo en Pista Cubierta
- Grenoble 1981: Antonio Corgos plata en salto de longitud
- Milán 1982: José Manuel Abascal plata en los 1.500 metros lisos
- Budapest 1983: José Manuel Abascal plata en los 1.500 metros lisos
- Madrid 1986: Javier Moracho oro en los 60 metros vallas
- Birmingham 2007: Jackson Quiñónez bronce en los 60 metros vallas.
- Glasgow 2019: Bernat Erta plata en 4 x 400 metros

### Copa de Europa de marcha atlética
- Alytus 2919: Raquel González Campos bronce en 20 kilómetros de marcha atlética

### Copa de Europa de 10.000 metros
- Maribor 2004: Carles Castillejo plata en 10.000 metros lisos
- Barakaldo 2005: Carles Castillejo plata en 10.000 metros lisos

### Juegos Mediterráneos
- Barcelona 1955: Luis García Serna plata en 10.000 metros lisos
- Beirut 1959: Luis García Serna  oro en 5.000 metros lisos y bronce en 10.000 metros lisos, Manuel Alonso Alonso bronce en 3.000 metros con obstáculos
- Nápoles 1963: Tomás Barris plata en 1.500 metros lisos, Iluminado Corcuera bronce en 10.000 metros lisos
- Esmirna 1971: Jesús Bartolomé Carrascal bronce en triple salto
- Argel 1975: Joan Lloveras Calvet bronce en los 110 metros vallas, Javier Martínez Jiménez bronce en los 4 x 100 metros
- Casablanca 1983: Javier Moracho oro en los 110 metros vallas, Carlos Sala plata en los 110 metros vallas, Antonio Corgos plata en salto de longitud, José Manuel Abascal bronce en los 1.500 metros lisos
- Atenas 1991: Lluís Turón Juvanteny plata en 4 x 100 metros
- Narbona 1993: Lluís Turón Juvanteny bronce en 4 x 100 metros
- Túnez 2001: Ricard Fernández Carrión bronce en 5.000 metros lisos
- Almería 2005: Carles Castillejo plata en 10.000 metros lisos, María Vasco plata en marcha atlética
- Pescara 2009: Jackson Quiñonez oro en los 110 metros vallas, Marc Orozco Torres oro en los 4 x 400 metros.
- Mersin 2013: Raquel González Campos plata en los 20 kilómetros de marcha atlética
- Tarragona 2018: Cristina Lara plata en 4 x 100 metros, Marta Galimany plata en la media maratón, Carmen Sánchez Silva bronce en 4 x 400 metros
- Orán 2022: Laura Redondo oro en lanzamiento de martillo

### Campeonato Iberoamericano de Atletismo
- Barcelona 1983: Antonio Corgos plata en salto de longitud
- La Habana 1986: Carlos Sala  oro en 110 metros vallas y bronce en 4 x 100 metros, Alfonso Abellán oro en maratón, Gustavo Adolfo Becker plata en salto de altura, Javier García Chico plata en salto de pértiga, Asunción Morte Ibáñez plata en salto de altura
- Sevilla 1992: Yolanda Díaz González plata en 4 x 100 metros
- Mar del Plata 1995: Inocencio López López bronce en 3.000 metros con obstáculos
- Huelva 2004: Carles Castillejo plata en 3.000 metros lisos, Moisès Campeny Brugué plata en lanzamiento de martilo, Jacqueline Martín Álvarez plata en 3.000 metros lisos
- Ponce 2006: Irache Quintanal plata en lanzamiento de peso y plata en lanzamiento de disco
- Iquique 2008: Moisès Campeny Brugué bronce en lanzamiento de martilo
- San Fernando 2010: Judit Pla Roig oro en 5.000 metros lisos, Reyes Estévez plata en 3.000 metros lisos, Jackson Quiñónez bronce en los 110 metros vallas, Agustín Félix Esbri plata en decatlón
- Trujillo 2018: Llorenç Sales Ferrer oro en 1.500 metros lisos, Didac Salas Planas bronce en salto de pértiga
- La Nucía 2022: Laura Redondo oro en lanzamiento de martillo

### Juegos Panamericanos
- Lima 2019: Yulimar Rojas oro en triple salto

### Juegos Centroamericanos y del Caribe
- El Salvador 2023: Yulimar Rojas oro en triple salto

### Universiadas
- Belgrado 2009: Cristina Bárcena Saludes bronce en heptalón